# Super Probotector: Alien Rebels
Super Probotector: Alien Rebels és el quart videojoc de la sèrie Contra (Konami), publicat el 28 de febrer de 1992 com a Contra Spirits al Japó, el 26 de març a l'Amèrica del Nord com a Contra III: Alien Wars i, en la versió PAL redibuixada, el 12 de setembre.

## Argument
La història del joc es porta a terme dos anys després dels esdeveniments ocorreguts en Probotector II l'any 2636, en què els extraterrestres dels jocs previs llancen novament una ofensiva a gran escala contra la Terra. Bill Rizer i Lance Bean són enviats de nou per acabar aquesta invasió.

## Nivells
El joc està dividit en sis nivells, existeix un "cap" al final de cada nivell, el qual s'ha de vèncer per passar al següent nivell.

### Mission 1: The Streets of Neo City
Els Carrers de ciutat Neo, un recorregut pel centre del conflicte en la ciutat Neo. L'última part del nivell es basa en salts en plataformes en les quals un error en el salt usualment duu a una mort instantànea.

### Mission 2: María Calderón Highway
Autopista María Calderón, és el primer de 2 nivells amb perspectiva aèria en el joc. El nivell transcorre en un laberint de carrers i ponts que s'ha de recórrer entre aliens invasors. En aquest nivell s'han de destruir 5 punts de control, per, després, enfrontar-se al cap.

### Mission 3: The Old Cyber Steel Mill
SEQÜÈNCIA
1. La més característica: córrer per unes plataformes, destruir uns soldats i l'aparició d'unes esferes que no es poden atacar fins que no mostren les seues armes (Amb la "F" no hi hauran problemes).
2. Córrer per uns cables, esquivar les vespes, etc. El Contra Warrior no mor si és "tocat" per aquestes vespes, solament evita que et duguen molt alt. És recomanable, per a aquesta secció, l'ús d'armes de tir ràpid com la "H", "S" o la simple.
3. El jugador s'haurà d'enfrontar a un esquelet mecànic amb una hèlix en la qual es pot pujar per atacar el seu punt feble (l'ull roig de baix). Ull: cura amb el trepant dalt. Recomane la "F" per eliminar-lo.
4. La venjança d'aquest esquelet arriba, solament que ara porta uns braços amb pues. En la meua opinió aquesta és l'etapa més difícil del joc. Aquest personatge només exposarà el seu punt feble quan ataque amb els seus trepants. Recomane la "F" i acabar amb ell a punta de magranes amb "X".
5. Un ovni que resulta fàcil superar-lo amb un parell de ràfegues de la "C" o la "L". Amb la "S" i la "H" és possible cobrir-se dels *aliens que cauen per allí.
6. Després de passar la base, saltar unes hèlixs, eliminar canons, etc, arriba el moment d'enfrontar-se a 2 Cyborg gegants, l'única preocupació en aquesta escena serà el de color marró/daurat, que salta i es penja de les parets i el sostre. El de color blau solament es dedica a disparar al pis. Amb la "F" o "C" resulta fàcil eliminar-los.
7. El cap final no és molt difícil, primer llançarà unes boles d'energia que persegueixen el jugador fins que, de la seua boca, llance el seu llançaflames amb el qual donarà una o dues voltes (depenent del nivell de joc), finalment, deixarà 5 bombes de temps, s'amaga, i repeteix la seqüència.

### Mission 4: The Battle of the Blazing Sky
Aquesta batalla aquesta dividida en dues seccions, Motocicleta i Helicòpter d'assalt.
SEQÜÈNCIA:
En la secció Motocicleta:
1. Esquivar l'atac d'una taca d'aliens en motocicletes aèries, solament s'ha d'estar atent dels granaders.
2. Destruir un Tanc no gaire complicat, amb la "F" o amb la "L" es pot escombrar amb dues o tres ràfegues.
3. Esquivar els atacs de la nau matriu, és força senzill tret de l'última arma.
4. Destruir una espècie de Cyborg que es mou de manera similar a un ball de Michael Jackson.
5. Eliminar un àlien robòtic amb tendències a superman i highlander l'immortal.
6. Destruir la nau matriu, açò si és una mica difícil, ja que cal procurar no caure dels míssils en els quals es dona suport, esquivar els tirs i magranes, etc.

Per neutralitzar els canons se recomana la "L", la "C" i la "F", ja que són més fortes, però com tenen menor abast implica arriscar-se més. No es recomana no usar la "H", perquè aquesta ataca primer les magranes abans que els canons.

### Mission 5: The Mucho Grande Badlands
Les grans terres dolentes té un disseny similar a la segona missió, el jugador ha de destruir 5 generadors alien per poder combatre amb el cap.

### Mission 6: Red Falcon's Main Base
Es realitza en la Base principal del Falcó Roig. Aquesta fase comença amb el teu personatge caminant sobre uns òrgans enganxosos (talment com si aquest nivell es realitzara dins de l'estómac humà). Tot seguit es detallen els passos que segueixen a aquesta primera escena:
En primer lloc, en avançar, apareixeran uns menuts aliens vermellosos que corren, els quals són fàcils d'esquivar si se salta i es dispara.
En segon lloc, apareixerà un ronyó gegant que bota capolls que s'acosten lentament i maten el jugador, se recomana usar la "S" en la part de la boca del ronyó.
En tercer lloc, un cop superat el ronyó gegant i haver mort els aliens menuts, apareixeràn dos ronyons mitjans embolicats, que tenen de protecció a les seues quatre costats (en el sostre i en el sòl) uns capolls menuts que boten aranyes que s'aventen i el jugador es veu oblicar a disparar-los (se recomana la "S").
En quart lloc, al passar açò, s'ha d'avançar un poc més i apareixerà, del sòl, una espècie de "talp" gegant que a l'instant correrà cap al jugador i aquest haurà de saltar sobre ell, després retrocedirà, se recomana penjar-se del sostre i ell llançarà uns capolls menuts (idèntics als del ronyó gegant però menuts), se recomana baixar del sostre a la seua boca, quan els llança, donar-li amb 3 bombes i disparar-li a la seua boca.
En cinquè lloc, apareixerà una gàrgola en calavera que, amb la seua cua, s'acosta i atac. Se recomana pujar al màxim i en el moment en què s'acosta usar la "C" (disparar-li i després pressionar la "B" del comandament amb el qual jugues per caure, tot seguit pressionar la fletxa dreta per tornar a penjar-se i no caure al precipici). S'ha d'anar amb compte perquè després de fer açò diverses vegades, el monstre desapareix per teletransportar-se, i s'acostarà a al jugador més ràpid que abans, si juguen dos jugadors, la gàrgola, en matar el segon jugador, seguirà el primer jugador encara que l'altre sobrevisca, i és preferible que se separen i que l'altre company(a) li dispare des de dalt o des de baix, o, en el cas que el jugador principal mori, la gàrgola seguirà al company(a) i li dispararàs des de baix o des de dalt.
En sisè lloc, en matar la gàrgola, s'ha de pujar fins a arribar al sòl de la part de dalt, moment en què apareixerà l'últim monstre, aquest és un tipus de nau que té 2 caps de dimoni als seus 2 extrems. Per atacar-te s'acosten (tenen cos de cuc), se recomana usar la C "" o la ""F, posar-se a sota i disparar-li. Quan s'hagi mort un, posar-se al costat contrari de l'altre perquè el seu cap, en estirar-se, no assolisca arribar-te, si es juguen dues persones és més fàcil perquè es posen un a cada costat i li disparen amb les armes recomanades ("C" i "F"), un cop destruïts aquests caps, el següent pas és anar al centre, és a dir, a la meitat de la pantalla (i si jugues de 2 també haurien d'ajuntar-se, ja que, en els dos forats que es van fer en matar els caps, eixiran aliens menuts que correran cap a tu o cap a vostès). El fet que sigui més fàcil si es juga amb un company és perquè s'ha de ser molt hàbil per disparar els aliens menuts i, a més, el cervell de la nau que estarà damunt del jugador principal si es posa en el centre de la pantalla, aquest cervell botarà capolls que són fàcils de matar, solament que es fan difícils si es juga sol, ja que s'ha de disparar cap al costat esquerre i dret dels quals eixiran els aliens, a més d'haver de disparar al cervell.
En seté lloc, en destruir aquesta nau, el cervell eixirà, surarà i li envoltaran boles de colors que giren, s'ha de tenir una molt bona punteria per a una bola negra amb pues que solament apareixerà si es juga en nivell mitjà o difícil(aquesta bola fa que el cervell bote les mateixes boles amb pues, però també botarà armes i bombes perquè la teua les coixes i li ataques, les boles que llançarà no et faran mal si et poses a un racó i saltes). Si jugues en nivell fàcil, se recomana donar-li a la bola del cervell, que té un color blau, i en el centre roig, en disparar a aquesta bola el cervell baixarà i li eixiran dues potes gruixudes (del mateix color de la bola), així és més fàcil matar a aquest cervell, perquè només cal posar-se en qualsevol dels dos racons i saltar per disparar-li, ja que és un poc alt i no se li farà mal si se li dispare a les seues potes, se li ha de donar en el cervell.
En vuité lloc, en destruir suposadament aquest cervell, baixarà un helicòpter que portarà el jugador a la ciutat en la qual estan tots els humans sobrevivents a aquesta tragèdia. Si es juga en nivell difícil baixarà en helicòpter i en el transcurs que va pujant el cervell s'alça i la nau, que suposadament es va destruir en la primera fase d'evolució, es torna en la seua closca i li eixiran quatre potes de la nau i pujarà a matar el jugador a una velocitat increïble amb què l'arribarà i se li haurà de saltar perquè quan tracte d'engolir al jugador al precipici amb les seues potes no ho assolisca. Arribats a aquest punt, només cal disparar-li amb les millors armes i s'eliminarà.